# Лившиц, Гилер Маркович
Гилер Маркович (Мордухович) Ли́вшиц (25 июня 1909, Дараганово, Бобруйский уезд Минской губернии, Российская империя; совр. Осиповичский район Могилёвской области — 27 июня 1983, Минск) — белорусский советский историк-антиковед, ориенталист, исследователь истории античного христианства и философии, доктор исторических наук (1961), профессор (1962), доктор философских наук (1977).

## Биография
Родился 25 июня 1909 года в еврейской семье служащего. В 1927 году окончил семилетнюю школу, после чего несколько лет работал столяром. В 1931 году поступил на экономическое отделение социально-экономического факультета Минского пединститута, который закончил в 1934 году. Оставлен в аспирантуре и одновременно читал лекции. 6 декабря 1939 года защитил диссертацию на соискание учёной степени кандидата исторических наук; был одним из первых кандидатов исторических наук по всеобщей истории, подготовленных в БССР. Тема кандидатской диссертации — «Социально-политическая борьба в Риме 60-х гг. I века до нашей эры и заговор Катилины»; в 1960 году издана отдельной монографией. В 1940 году ему было присвоено ученое звание доцента. С июня по октябрь 1941 года — служба в рядах Советской Армии, а после демобилизации и до сентября 1944 года — доцент Кзыл-Ординского пединститута. С октября 1944 года до последнего дня своей жизни работал в Белорусском государственном университете им. В. И. Ленина. Читал различные курсы по всеобщей истории. Одновременно в течение нескольких лет преподавал в Минских государственном пединституте им. А. М. Горького, юридическом институте и высшей партийной школе.
В 1947—1950 годах возглавлял кафедру всеобщей истории Минского пединститута. В 1958 году перешёл на постоянную работу на исторический факультет Белорусского государственного университета. С 1961 года — доктор исторических наук, с 1977 года — доктор философских наук. За ратные и трудовые дела, за большие успехи в развитии науки и высшего образования, в подготовке и воспитании высококвалифицированных специалистов для народного хозяйства и участие в общественной жизни Г. М. Лившиц награждён орденом «Знак Почета», шестью медалями, в том числе «За победу над Германией» и «За доблестный труд», двумя Почетными грамотами Верховного Совета Белорусской ССР и Грамотой Верховного Совета Казахской ССР. В 1979 году получил почётное звание Заслуженного деятеля науки БССР.
Электронная еврейская энциклопедия отмечает, что он Гилер «выражал официальную партийную точку зрения на рассматриваемые темы», а историк Геннадий Костырченко сравнивал его книгу «Происхождение и реакционная сущность иудаизма» со скандальной антисемитской брошюрой Трофима Кичко «Иудаизм без прикрас».
Умер 27 июня 1983 года в Минске. Похоронен в Минске на Восточном кладбище.

## Основные публикации
- Лившиц, Г. М. Классики марксизма-ленинизма о религии. — Минск: Изд-во Акад. наук Бел. ССР, 1951. — 8000 экз.
- Лившиц, Г. М. Классовая борьба в Иудее и восстания против Рима: К проблеме соц.-экон. строя рим. провинций. — Минск: Изд-во БГУ, 1957. — 418 с. — 2500 экз.
- Лившиц, Г. М. Атеизм в древности и средние века. — Минск: Изд-во БГУ, 1959. — 8000 экз.
- Лившиц, Г. М. Кумранские рукописи и их историческое значение. — Минск, 1959. — 2500 экз.
- Лившиц, Г. М. Социально-политическая борьба в Риме 60-х гг. I в. до н.э. и заговор Катилины. — Минск: Изд-во БГУ, 1960. — 208 с. — 1500 экз.
- Лившиц, Г. М. Религия и церковь в прошлом и настоящем. — Минск: Изд-во М-ва высш., сред. спец. и проф. образования БССР, 1961. — 5700 экз.
- Лившиц, Г. М. Происхождение и реакционная сущность иудаизма. — Минск: Госиздат БССР. Ред. мас.-полит. лит, 1962. — 5000 экз.
- Лившиц, Г. М. Что такое "священные книги"? — Минск: Изд-во М-ва высш., сред. спец. и проф. образования БССР, 1962. — 80 с. — 6000 экз.
- Лившиц, Г. М. Происхождение и сущность иудейских и христианских религиозных праздников. — Минск: Изд-во М-ва высш., сред. спец. и проф. образования БССР, 1963. — 5000 экз.
- Лившиц, Г. М. Происхождение христианства: В свете рукописей Мертвого моря. — Минск: Вышэйшая школа, 1967. — 308 с. — 3000 экз.
- Лившиц, Г. М. Очерки историографии Библии и раннего христианства. — Минск: Вышэйшая школа, 1970. — 395 с. — 3000 экз.
- Лившиц, Г. М. Свободомыслие и атеизм в древности и средние века. — Минск: Вышэйшая школа, 1973. — 490 с. — 2000 экз.
- Основы научного атеизма: Учеб. пособие для сред. спец. учеб. заведений / Науч. ред.: Г. М. Лившиц, А. А. Круглов. 3-е изд. — Минск: Изд-во БГУ, 1975. — 221 с.
- Лившиц, Г. М. Свободомыслие и материалистическая философия в Западной Европе: Вторая пол. XVII в. — Минск: Вышэйшая школа, 1975. — 376 с. — 1500 экз.
- Лившиц, Г. М. Французские просветители XVIII века о религии и церкви. — Минск: Вышэйшая школа, 1976. — 292 с. — 2000 экз.
- Лившиц, Г. М. Атеизм Людвига Фейербаха. — Минск: Вышэйшая школа, 1978. — 214 с. — 1000 экз.
- Лившиц, Г. М. Реформационное движение в Чехии и Германии. — Минск: Вышэйшая школа, 1978. — 262 с. — 1300 экз.
- Лившиц, Г. М. Атеизм русских революционных демократов. — Минск: Вышэйшая школа, 1979. — 290 с. — 1000 экз.
- Лившиц, Г. М. Религия и церковь в истории общества. — Минск: Вышэйшая школа, 1980. — 335 с. — 1700 экз.
- Лившиц, Г. М. Критика идеализма и религии в трудах Г. В. Плеханова. — Минск: Вышэйшая школа, 1981. — 294 с. — 1000 экз.
- Лившиц, Г. М. Критика идеализма и религии в трудах К.Маркса и Ф.Энгельса / Науч. ред. М. Я. Ленсу. — Минск: Наука и техника, 1982. — 341 с. — 2600 экз.
- Лившиц, Г. М. Критика В.И. Лениным идеализма и религии / Под ред. А. А. Круглова. — Минск: Наука и техника, 1983. — 2300 экз.
- Лившиц, Г. М. Критика идеализма и религии соратниками К.Маркса и Ф.Энгельса / Под ред. А. А. Круглова. — Минск: Наука и техника, 1984. — 2500 экз.
- Лившиц, Г. М. Очерки по истории атеизма в СССР: 20-30-е год / Под ред. А. А. Круглова. — Минск: Наука и техника, 1985. — 1690 экз.